# どん底 (1957年の映画)
『どん底』（どんぞこ）は、1957年（昭和32年）9月17日公開の日本映画である。製作・配給は東宝。監督は黒澤明。モノクロ、スタンダード、125分。
マクシム・ゴーリキーの同名戯曲『どん底』を翻案し、舞台を日本の江戸時代に置き換えて貧しい長屋に住むさまざまな人間の人生模様を描いた時代劇。黒澤映画の中では、三船敏郎が出演しながら志村喬が出演していない唯一の作品である。第31回キネマ旬報ベスト・テン第10位。昭和32年度芸術祭参加作品。

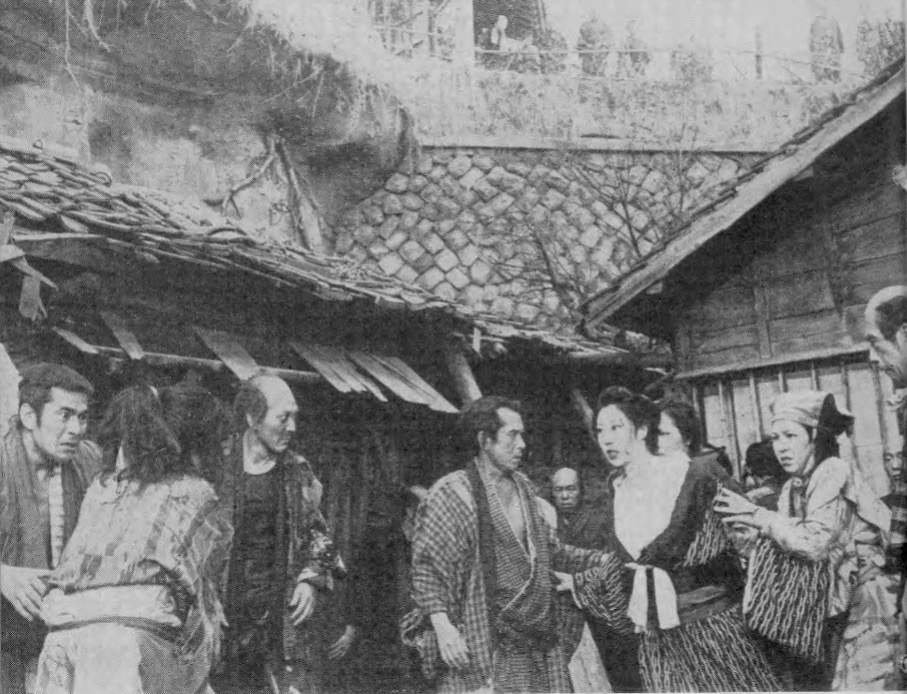

## あらすじ

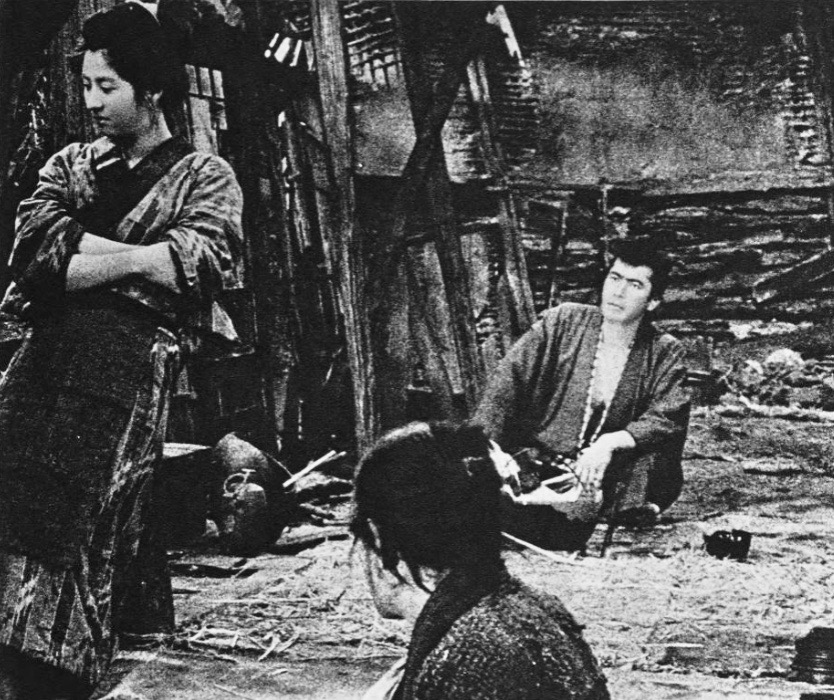
三船敏郎

江戸の場末、崖に囲まれた陽の当たらない所に、傾きかけた棟割長屋がある。長屋には人生のどん底にいる人間たちが暮らしている。遊び人の喜三郎、殿様と呼ばれる御家人の成れの果て、桶屋の辰、飴売りのお滝、アル中の役者、年中叱言を言っている鋳掛屋の留吉、寝たきりのその女房、夢想にふける夜鷹のおせん、喧嘩っ早い泥棒の捨吉が住んでいた。この人たちは外見の惨めさに反して、自堕落で楽天的な雰囲気があった。
ある日、お遍路の嘉平が舞い込んでくる。嘉平は寝たきりの留吉の女房に来世の安らぎを説き、役者にはアル中を治す寺を教え、慈悲深いが暗い過去を持つ嘉平の言動に長屋の雰囲気も変わっていく。一方、捨吉は大家の女房・お杉と妹のかよと関係を結んでいたが、かよにぞっこんだった捨吉は、嘉平からここから逃げるように勧められるも、なかなか決心できずにいた。そんな捨吉の心変わりを知ったお杉は、かよを折檻、それで長屋の住民が駆け付けて騒動となる。逆上した捨吉は大家の六兵衛を突き飛ばし、誤って殺してしまう。それを見たかよは、姉と捨吉が共謀して六兵衛を殺したと叫び、捨吉とお杉はお縄となる。その騒ぎの中で嘉平は姿を消した。
長屋はいつものように酒と博奕に明け暮れ、駕籠かきを加えて馬鹿囃子になる。そこへ殿さまが駈け込んでくる。役者が首を吊って死んだという。喜三郎は「せっかくの踊りをぶち壊しやがって」と吐き捨てる。

## スタッフ
- 監督：黒澤明
- 製作：黒澤明
- 脚本：小国英雄、黒澤明
- 原作：マクシム・ゴーリキー（『どん底』より）
- 撮影：山崎市雄
- 美術：村木与四郎
- 録音：矢野口文雄
- 照明：森茂
- 音楽：佐藤勝
- 監督助手：野長瀬三摩地
- 製作担当者：根津博

## キャスト
- 捨吉（泥棒）：三船敏郎
- お杉（大家の女房）：山田五十鈴
- かよ：香川京子
- 六兵衛（大家）：中村鴈治郎
- 殿様（御前）：千秋実
- 役者：藤原釜足
- 夜鷹のおせん：根岸明美
- お滝（飴売り）：清川虹子
- 喜三郎（遊び人）：三井弘次
- 留吉（鋳掛屋）：東野英治郎
- 辰（桶屋）：田中春男
- あさ（鋳掛屋の女房）：三好栄子
- 嘉平（巡礼）：左卜全
- 熊（駕籠かき）：渡辺篤
- 島造（下っ引き）：上田吉二郎
- 卯之吉（下駄の歯入れ）：藤木悠
- 津軽（駕籠かき）：藤田山

※以下はノンクレジット
- 番所の役人：加藤武
- 下っ引き：佐田豊
- 下っ引き：坂本晴哉
- 町人：渋谷英男
- 町人：榊田敬二
- 町人：草間璋夫
- 町人：坪野鎌之
- 町人：熊谷二良

## 作品解説
黒澤作品にしては珍しく、短期間・低予算で作られた作品である。脚本は2週間で書き上げ、40日間に及ぶ入念なリハーサルを経て、3ヶ月の撮影期間で作品を撮り上げている。撮影はマルチ・カム方式で行い、3・4台のカメラで10分近いシーンを一気に長回しで撮り上げた。パンフォーカス撮影のため照明は普通の3倍の明るさだった。セットは、オープンセットと棟割長屋の室内セットを1つずつ作っている。
ゴーリキーの『どん底』の映画化は黒澤明の長年の夢であり、原作が人生のどん底に生きる人たちをジメジメと描いているのに対して、本作では明るく描いている。舞台を原作の帝政ロシアの貧民窟から、江戸の場末の棟割長屋に移し、庶民生活の落語的な明るさや笑いをベースにおいている。リハーサル中の1日、黒澤は人気落語家をスタジオに招き、古今亭志ん生に「粗忽長屋」を、古今亭今輔に「馬鹿囃子」を演じさせて、江戸庶民の生活感を俳優たちに学ばせた。
黒澤は本作の成否をキャスティングにあると考え、「よほどうまい役者を全員揃えて、演出もそれを信頼してやろう」と語っている。そのため、出演者は三船敏郎、山田五十鈴、中村鴈治郎を始め、千秋実、藤原釜足、左卜全、渡辺篤など、黒澤組の常連俳優を中心に豪華な俳優陣で固めた。作品は特定の主人公が存在せず、三船も長屋の住人の1人として登場する。その代わり、原作では巡礼者ルカに相当する役を左卜全がその特徴的なキャラクターを以て演じており、こちらが主役級といえる。

## 評価

### 受賞
- 第31回キネマ旬報ベスト・テン 第10位、女優賞（山田五十鈴）
- 第12回毎日映画コンクール 美術賞、男優主演賞（三船敏郎）、男優助演賞（三井弘次）
- 第8回ブルーリボン賞 技術賞（村木与四郎）、助演男優賞（三井弘次）

### ランキング
- 2009年：「オールタイム・ベスト映画遺産200 日本映画篇」（キネマ旬報発表）第36位[5]